# Exechia
Exechia är ett släkte av tvåvingar som beskrevs av Johannes Winnertz 1863. Exechia ingår i familjen svampmyggor.

## Dottertaxa tillExechia, i alfabetisk ordning[1][2]
- Exechia abbreviata
- Exechia abrupta
- Exechia absoluta
- Exechia absurda
- Exechia accisa
- Exechia adamsi
- Exechia adenaparva
- Exechia aequalis
- Exechia aitkeni
- Exechia albicincta
- Exechia alexanderi
- Exechia ampullata
- Exechia angustata
- Exechia areolata
- Exechia argenteofasciata
- Exechia arisaemae
- Exechia assidua
- Exechia atridonta
- Exechia attrita
- Exechia auxiliaria
- Exechia aviculata
- Exechia basilinea
- Exechia bella
- Exechia bellula
- Exechia bicincta
- Exechia bifida
- Exechia bifurcata
- Exechia bilobata
- Exechia biseta
- Exechia borealis
- Exechia brevicornis
- Exechia brevifurcata
- Exechia brevipetiolata
- Exechia brinckiana
- Exechia canalicula
- Exechia capillata
- Exechia captiva
- Exechia chandleri
- Exechia changbaiensis
- Exechia cincinnata
- Exechia cincta
- Exechia cingulata
- Exechia clepsydra
- Exechia concinna
- Exechia confinis
- Exechia contaminata
- Exechia cornuta
- Exechia cristata
- Exechia cristatoides
- Exechia dahli
- Exechia dentata
- Exechia dizona
- Exechia dorsalis
- Exechia emarginata
- Exechia exigua
- Exechia extensa
- Exechia fascipennis
- Exechia festiva
- Exechia filata
- Exechia flabellipennis
- Exechia flava
- Exechia frigida
- Exechia fulva
- Exechia fumosa
- Exechia funerea
- Exechia furcilla
- Exechia fusca
- Exechia goianensis
- Exechia gracile
- Exechia gracilis
- Exechia hebetata
- Exechia hei
- Exechia hiemalis
- Exechia howesi
- Exechia inaperta
- Exechia insularis
- Exechia intermedia
- Exechia kunashirensis
- Exechia longichaeta
- Exechia longicornisma
- Exechia lucidula
- Exechia lundstroemi
- Exechia lutacea
- Exechia lydiae
- Exechia macrura
- Exechia macula
- Exechia maculipennis
- Exechia mastigura
- Exechia melasa
- Exechia micans
- Exechia mirastoma
- Exechia nativa
- Exechia nexa
- Exechia nigra
- Exechia nigrofusca
- Exechia nigroscutellata
- Exechia nitidicollis
- Exechia noctivaga
- Exechia novaezelandiae
- Exechia nugatoria
- Exechia obediens
- Exechia pallidula
- Exechia palmata
- Exechia papyracea
- Exechia paramirastoma
- Exechia pararepanda
- Exechia parava
- Exechia parva
- Exechia parvula
- Exechia paulistensis
- Exechia pavani
- Exechia pectinata
- Exechia pectinivalva
- Exechia pedekiboana
- Exechia peyerimhoffi
- Exechia pictiventris
- Exechia pilifera
- Exechia plebeia
- Exechia pollex
- Exechia praedita
- Exechia pratti
- Exechia pseudocincta
- Exechia pseudocontaminata
- Exechia pseudofestiva
- Exechia pulchrigaster
- Exechia pullata
- Exechia pullicauda
- Exechia quadrata
- Exechia quadriclema
- Exechia repanda
- Exechia repandoides
- Exechia rohdendorfi
- Exechia rubella
- Exechia rufithorax
- Exechia satiata
- Exechia scalprifer
- Exechia seducta
- Exechia semifumata
- Exechia separata
- Exechia seriata
- Exechia serrata
- Exechia setigera
- Exechia setosa
- Exechia shawi
- Exechia shitiakevora
- Exechia sibirica
- Exechia similis
- Exechia simplex
- Exechia snyderi
- Exechia solii
- Exechia sororcula
- Exechia speciosa
- Exechia spinadhalae
- Exechia spinigera
- Exechia spinuligera
- Exechia styriaca
- Exechia subcornuta
- Exechia subfrigida
- Exechia subligulata
- Exechia subspinigera
- Exechia subvenosa
- Exechia tajimaensis
- Exechia tenuimaculata
- Exechia thomsoni
- Exechia tomosa
- Exechia tricincta
- Exechia triseta
- Exechia trispinosa
- Exechia truncata
- Exechia turkmenica
- Exechia umbratica
- Exechia umbrosa
- Exechia unicincta
- Exechia unicolor
- Exechia unifasciata
- Exechia unimaculata
- Exechia ussuriensis
- Exechia zeylanica